# مسجد فويو
مسجد فويو أو مسجد طريق فويو (بالصينية 福佑路清真寺: بالبينيين Fúyòu Lù Qīngzhēnsì)، يقع المسجد في منطقة هوانغبو التابعة لشنغهاي في الصين.

## التاريخ
تم وضع الأساس الأول للمسجد حينما أستأجر رجل مسلم من نانجينغ منزلين وجعلهما مصلى لصلاة. وفي عام 1870 جمعت مجموعة من المسلمين مكونة من 31 شخص المال لشراء أرض مساحتها 400 م² وتم بناء مسجد طريق فويو عليها، وكان هذه خلال السنة التاسعة من عهد الإمبراطور تونغزهي المنحدر من أسرة تشينغ. وبعد ذلك تم تجديد المسجد وتوسعته عدة مرات، 1897, 1905, 1936 ، 1979.

## العمارة
بنَى المسجد على النمط الصيني التقليدي للأسرة تشينغ، ويغطي المسجد مساحة قدرها 1,187 م²، تقع في مبنى من ثلاثة طوابق، يضم المبنى قاعة للصلاة وقاعة للجمهور، وغرفة لعميد المسجد ومكتبة وقاعات للمؤتمرات. وحمامات ومرافق أخرى.

## الأنشطة
المسجد هو مركز السياسي الديني والثقافي للمسلمين في شنغهاي، ومع ذلك تقام الصلاة في المسجد وغيرها من الأنشطة الإسلامية. ويضم المسجد مكتب أدارة مجلس شنغهاي الإسلامي الذي تأسس عام 1909.